# Patrick Vallance
Patrick John Thompson Vallance, né le 17 mars 1960, est un médecin, scientifique et pharmacologue clinique britannique qui a travaillé à la fois dans le milieu universitaire et dans l'industrie.
De 1986 à 1995, Vallance enseigne à la St George's Hospital Medical School, où ses recherches se concentrent sur la biologie vasculaire et la physiologie des cellules endothéliales. En 1995, il est nommé professeur à la faculté de médecine de l'UCL et, en 2002, il devient chef du département de médecine de l'UCL. De 2012 à 2018, il est président de la Recherche et développement de la société pharmaceutique mondiale GlaxoSmithKline (GSK).
Il est conseiller scientifique en chef du gouvernement du Royaume-Uni de 2018 à 2023.
Il est nommé ministre d'État à la Science, le 5 juillet 2024, dans le gouvernement Starmer.

## Jeunesse et éducation
Patrick Vallance est né le 17 mars 1960, fils de Peter et Barbara Vallance, dans le sud-ouest de l'Essex, qui fait maintenant partie du Grand Londres. Avant que sa famille ne déménage en Cornouailles, il fait ses études à la Woodford Green Preparatory School et à la Buckhurst Hill County High School. Par la suite, il fait ses études à l'école indépendante de Truro et son aspiration initiale est de devenir paléontologue.
En 1978, il est admis pour étudier la médecine à St George's, Université de Londres, où il a Joe Collier comme professeur,, et d'où il obtient un baccalauréat ès sciences en 1981 suivi d'un baccalauréat en médecine, baccalauréat en chirurgie (MBBS) en 1984. En plus de Collier, il a le médecin Tom Pilkington et l'ancien professeur regius de physique à Cambridge, Keith Peters (en) comme enseignants.

## Carrière et recherche
Avant d'occuper des postes de direction au sein de la société pharmaceutique GlaxoSmithKline (GSK) et plus tard au sein du gouvernement britannique, Vallance passe plusieurs années dans la recherche médicale.

### Hôpital Saint-Georges
De 1986 à 1995, il enseigne à la St George's Hospital Medical School  où ses recherches se concentrent sur la biologie vasculaire et la physiologie des cellules endothéliales . Avant la découverte de l'implication de l'oxyde nitrique, on croyait que l'hypertension artérielle était généralement le résultat d'une activité constrictrice dans les vaisseaux sanguins. Vallance réalise des études qui démontrent le lien entre l'oxyde nitrique et la pression artérielle.
En 1987, avec Joe Collier, il entreprend de rechercher si les vaisseaux sanguins humains montrent une relaxation dépendante de l'endothélium, un terme inventé en 1980 par Robert Furchgott et John Zawadzki après avoir découvert qu'un gros vaisseau sanguin ne se détendrait pas lorsque son Endothélium est supprimé. Furchgott et Zawadzki montrent ensuite que l'occurrence est médiée par ce qu'ils appellent le facteur de relaxation dérivé de l'endothélium, qui s'avère plus tard être de l'oxyde nitrique, et il est rapidement démontré qu'il se produit chez une variété d'animaux. En utilisant les veines du dos d'une main humaine, Vallance et Collier reproduisent les découvertes de Furchgott et Zawadzki,. Par la suite, leur équipe montre que le système vasculaire artériel humain est activement dilaté par une libération continue d'oxyde nitrique,. En 1991, Vallance et Salvador Moncada publient un article sur le rôle de l'oxyde nitrique dans la cirrhose, proposant une association entre les modifications du flux sanguin dans la cirrhose et les propriétés vasoactives de l'oxyde nitrique. L'année suivante, ils signalent que les concentrations plasmatiques de diméthylarginine asymétrique (ADMA) sont élevées chez les personnes urémiques,.

### Hôpital du Collège universitaire
De 1995 à 2002, il est professeur à la faculté de médecine de l'UCL, puis professeur de médecine de 2002 à 2006, et directeur,. Il est également registraire de l'Académie des sciences médicales. En 2005, à la tête de la division de médecine de l'UCL, il publie un article dans le Journal of the Royal Society of Medicine, intitulé « A post-take ward round », dans lequel il suggère que « la réinvention des équipes de médecins, d'infirmières, les thérapeutes et les travailleurs sociaux apparaît comme une tâche importante pour la médecine générale »,,.

### GlaxoSmithKline
En 2006, au milieu de la quarantaine, il rejoint GSK en tant que responsable de la découverte de médicaments,. Quatre ans plus tard, il est responsable de la découverte et du développement de médicaments et, en 2012, il est nommé responsable de la recherche et du développement chez GSK,,,,. Sous sa direction, de nouveaux médicaments contre le cancer, l'asthme, les maladies auto-immunes et l'infection par le VIH sont découvertes et approuvés pour une utilisation dans le monde entier. Il défend l'Innovation ouverte et les nouveaux partenariats industrie-université à l'échelle mondiale,, et maintient l'accent sur la recherche de nouveaux antibiotiques et traitements pour les maladies tropicales,.

### Gouvernement britannique

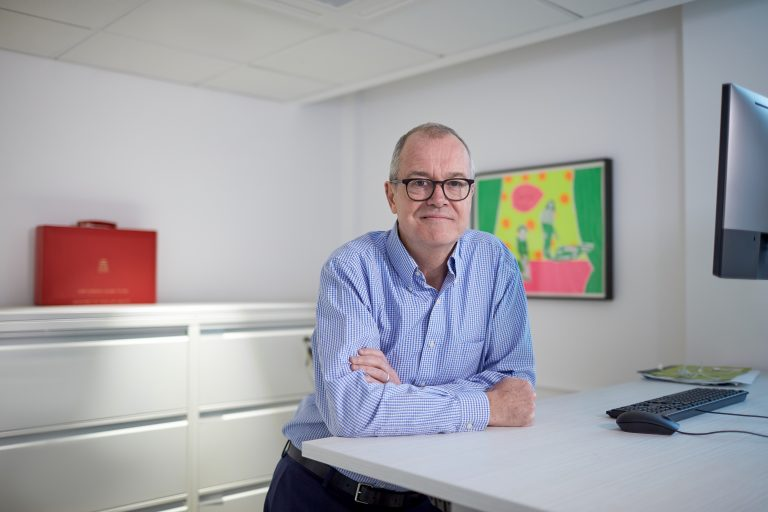
Patrick Vallance, sur une photographie du gouvernement britannique. Une boîte rouge ministérielle est en arrière-plan à gauche.

En mars 2018, Vallance quitte GSK et, le 4 avril 2018, il commence son mandat de Conseiller scientifique en chef du Gouvernement britannique, en remplacement de Mark Walport. Dans ce poste, il dirige le Bureau du gouvernement pour la science, conseillant le Premier ministre et le cabinet,. En 2018, il est l'un des neuf conseillers scientifiques qui, dans un article paru dans Nature, appellent à « des informations inclusives, rigoureuses, transparentes et accessibles pour les décideurs » et soutient le réseau de recherche factuelle, créé en 2016, pour « faire pression sur que toutes les propositions de nouvelles recherches soient étayées par des références à des revues systématiques de recherches existantes pertinentes ».
En mars 2020, en tant que conseiller scientifique en chef du gouvernement, Vallance est apparu aux côtés du Premier ministre Boris Johnson et du médecin-chef de l'Angleterre, Chris Whitty (en), lors de briefings télévisés sur la pandémie de COVID-19 ,. Pendant un certain temps, il a préconisé une approche d'immunité collective .

## Honneurs et récompenses
En 1995, Vallance est élu membre du Collège royal des médecins (FRCP). L'année suivante, il prononce la conférence Goulstonian du Collège, où il donne des détails sur le lien entre l'oxyde nitrique et la pression artérielle. En 1999, il est élu membre de l'Académie des sciences médicales (FMedSci) et en 2002, il reçoit le prix Graham Bull pour les sciences cliniques. Il est élu membre de la Royal Society (FRS) en 2017 et membre honoraire de la Royal Academy of Engineering (HonFREng) en 2022.
Vallance est fait chevalier lors des honneurs du Nouvel An 2019. Il est nommé Chevalier Commandeur de l'Ordre du Bain (KCB) lors des honneurs du Nouvel An 2022 pour ses services à la science au sein du gouvernement.
Il devient ministre d'État chargé de la Science, dans le gouvernement Starmer, à partir du 5 juillet 2024. Il est créé pair à vie le 17 juillet 2024 et entre ainsi à la Chambre des lords.

## Vie privée
Vallance épouse Sophia Ann Dexter en 1986; ils ont deux fils et une fille. Dexter est médecin généraliste (GP) et tuteur honoraire à la St. George's Hospital Medical School.